# Lisandro (nome)
Lisandro  è un nome proprio di persona italiano maschile.

## Varianti
- Femminili: Lisandra[3]

### Varianti in altre lingue
- Catalano: Lisandre[5]
- Francese: Lysandre
- Greco antico: Λύσανδρος (Lysandros)[5][6][7]
  - Femminili: Λυσανδρα (Lysandra)[6]
- Greco moderno: Λύσανδρος (Lysandros)
- Inglese: Lysander[7][8]
- Latino: Lysander[1][6]
- Lituano: Lysandras
- Polacco: Lizander
- Russo: Лисандр (Lisandr)
- Spagnolo: Lisandro[5][6]
  - Femminili: Lisandra
- Ungherese: Lüszandrosz

## Origine e diffusione
Deriva dal nome greco Λύσανδρος (Lysandros), composto da λῡ́ω (lū́ō, all'infinito λύειν, lū́ein, "liberare", "sciogliere") o λύσις (lúsis, "liberazione") e ἀνδρός (andrós, genitivo di ἀνήρ, anḗr, "uomo", "maschio"); entrambi sono elementi ben presenti nell'onomastica greca: il primo si trova anche in Lisimaco, mentre il secondo, molto diffuso, è presente ad esempio in Cassandra, Andronico, Filandro, Evandro e Menandro. Il significato complessivo viene variamente interpretato come "che libera l'uomo", "liberatore di uomini", "liberazione dell'uomo", "uomo che libera", "liberatore" o "uomo libero".
Il nome è celebre per essere stato portato da Lisandro, un militare e ammiraglio spartano, che sbaragliò gli ateniesi nella battaglia di Egospotami, ed è stato poi usato da Shakespeare per il protagonista del Sogno di una notte di mezza estate. Va notato che, in italiano, "Lisandro" può talvolta essere una forma dialettale di Alessandro, tramite il lombardo Lisander.

## Onomastico
Si tratta di un nome adespota, cioè che non è portato da alcun santo; l'onomastico si festeggia quindi il 1º novembre, giorno di Ognissanti, oppure lo stesso giorno di Alessandro.

## Persone
- Lisandro, generale spartano

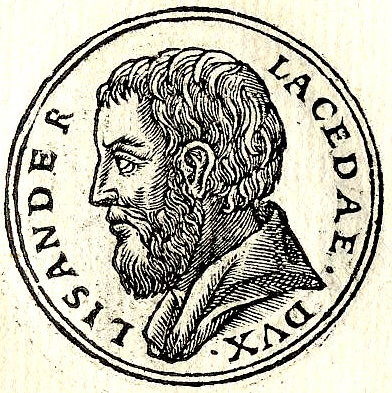
Lisandro

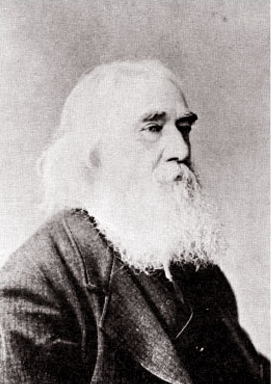
Lysander Spooner

- Lisandro, politico ed eforo spartano
- Lisandro Alonso, regista cinematografico e sceneggiatore argentino
- Lisandro Arbizu, rugbista a 15 e allenatore di rugby argentino
- Lisandro López (1983), calciatore argentino
- Lisandro López (1989), calciatore argentino
- Lisandro Magallán, calciatore argentino
- Lisandro Martínez, calciatore argentino

### Varianti maschili
- Lysandros Geōrgamlīs, allenatore di calcio ed ex calciatore greco
- Lysander Spooner, filosofo, anarchico, giurista e abolizionista statunitense

### Varianti femminili
- Lisandra, figlia di Tolomeo I, regina di Macedonia

## Il nome nelle arti
- Lisandro è un personaggio della commedia Sogno d'una notte di mezza estate, di William Shakespeare.